# Ricardo Leoncio Elías Arias
Ricardo Leoncio Elías Arias (* Pisco, 12 de setembre de 1874 - † Lima, 20 de març de 1951) advocat, magistrat i polític peruà, que va ocupar breument la Presidència del Perú de l'1 al 5 de març de 1931, com a president d'una Junta de Govern Transitòria. Va ser també president de la Cort Suprema del Perú (1931-1932).